# Evelyn Herlitzius
Kammersängerin Evelyn Herlitzius (nacida el 27 de abril de 1963 en Osnabrück) es una soprano dramática alemana, destacada intérprete en óperas de Richard Wagner y Richard Strauss.

## Trayectoria
Inicialmente, recibió una formación en danza clásica antes de estudiar canto con Hans Kagel y Eckart Lindemann en Hamburgo, graduándose cum laude en el verano de 1990 en la Escuela de Música de dicha ciudad.
Debutó en 1993 en el Teatro Regional de Flensburg en el papel de Elisabeth de Tannhäuser de Wagner, debut que fue acogido con entusiasmo por la crítica. Ese mismo año gana el primer premio en la Nuremberg Meistersinger Competition.
Desde entonces se ha destacado como excepcional intérprete de roles wagnerianos y straussianos, que ha representado con gran éxito en escenarios europeos y norteamericanos, estando particularmente ligada a los teatros de ópera de Hamburgo y Dresde, donde en la Semperoper ganó el Premio Christel Goltz en 1999.
Debutó en Ópera Estatal de Viena en la temporada 2000 como Leonora en Fidelio y retornó como Brunilda, Siglinda, Isolda, la Tintorera y Marie.  En 2002 debutó en el Festival de Bayreuth como Brünnhilde en el monumental ciclo de Richard Wagner de El Anillo del Nibelungo a propuesta del director Adam Fischer, repitiendo el papel en 2003 y 2004.
En 2006 y 2007, y bajo la batuta del mismo director, interpretó Kundry en Parsifal. En 2009 triunfó como Ortrud en el Lohengrin del Festival de Ópera de Múnich, interpretándolo en el Festival de Bayreuth un año más tarde bajo la batuta de Andris Nelsons. En 2015 regresó como Isolda en Tristán e Isolda bajo la batuta de Christian Thielemann, siéndole ofrecido el papel con sólo una semana de antelación.
En el festival de Aix-en-Provence 2013 protagonizó Elektra de Richard Strauss en la última puesta en escena del director Patrice Chéreau, bajo la dirección musical de Esa Pekka Salonen, producción que repitió en los escenarios de La Scala de Milán, el Gran Teatre del Liceu de Barcelona, La Staatsoper de Berlín y la Staatsoper unter den Linden, recibiendo críticas consagratorias como la Elektra definitiva.
Pasea su Elektra por los mejores escenarios de ópera de todo el mundo, además, en 2015 estrena el papel en la prestigiosa sala Berliner Philharmonie de Berlín con Christian Thielemann y la Staatskapelle Dresden en versión de concierto.

## Voz
Dotada de una atuténtica voz de hochdramatischer, a la cual se le suponen unos graves y un centro de gran cuerpo, posee Herlitzius unos agudos de inusitada fuerza y brillo. Destaca en ella, por encima de todo, su capacidad dramática, con una voz de grandes dimensiones y un timbre de puro metal, que es capaz de plegar al servicio de los pasajes más líricos de manera proverbial. Este poderío vocal, su gran capacidad de expresión de emociones, y su increíble resistencia, pura stamina, ponen de manifiesto lo titánico de su instrumento.
Además, es una artista dotada de una presencia escénica arrolladora, que proporciona credibilidad y fuerza a cualquier personaje que interprete, destacándose en sus actuaciones en roles como Brünhilde de El Anillo del Nibelungo, Elektra de Elektra, Salomé de Salomé, Katerina de Lady Macbeth de Mtsensk, Ortrud de Lohengrin o Kundry de Parsifal

## Repertorio
| Compositor   | Obra                    | Papel                 |
| ------------ | ----------------------- | --------------------- |
| Beethoven    | Fidelio                 | Leonora               |
| Berg         | Wozzeck                 | Marie                 |
| Janacek      | Jenufa                  | Jenufa                |
| Mozart       | Don Giovanni            | Donna Elvira          |
| A. Reiman    | Lear                    | Regan                 |
| Shostakovich | Lady Macbeth de Mtsensk | Katerina              |
| R. Strauss   | Salomé                  | Salome                |
|              | Die Frau ohne Schatten  | Die Färberin          |
|              | Elektra                 | Elektra               |
| Wagner       | Die Walküre             | Brünnhilde/ Sieglinde |
|              | Siegfried               | Brünnhilde            |
|              | Götterdämmerung         | Brünnhilde            |
|              | Lohengrin               | Ortrud                |
|              | Tannhäuser              | Elisabeth / Venus     |
|              | Tristan und Isolde      | Isolde                |
|              | Parsifal                | Kundry                |
| Verdi        | Oberto                  | Leonora               |
| Puccini      | Cavalleria Rusticana    | Santuzza              |
|              | Turandot                | Turandot              |

## Distinciones
- 2024: Gramophone Classical Music Awards
- 2024: Introducción a la Academia Sajona de las Artes
- 2024: International Classical Music Awards
- 2015: Gramophone Classical Music Awards
- 2015: International Classical Music Awards
- 2015: Nominación para Premios Grammy
- 2014: Deutscher Theaterpreis Der Faust
- 2014: Rudi-Häussler-Preis
- 2010: Prix du Syndicat de la critique
- 2006: Deutscher Theaterpreis Der Faust
- 2002: Sächsische Kammersängerin
- 1999: Christel-Goltz-Preis
- 1993: Primer Premio en el Concurso Die Meistersinger von Nürnberg
- Introducción a la Academia Alemana de Artes Escénicas